# پریوزیورنویه (استان آق‌مولا)
پریوزیورنویه (قزاقی: Приозёрное) یک شهرک در استان آق‌مولای کشور قزاقستان است.